# Seznam prezidentů Keni

Vlajka prezidenta Williama Ruta (od roku 2022)
Poměr stran: 2:3

Keňská republika vyhlásila nezávislost roku 1964 a v jejím čele se do roku 2022 vystřídalo pět prezidentů.

## Seznam
- Jomo Kenyatta (20. října 1893 – 22. srpna 1978) vládl od 12. prosince 1964 do své smrti 22. srpna 1978.
- Daniel arap Moi (2. září 1924 – 4. února 2020) vládl od 22. srpna 1978 do 30. prosince 2002.
- Mwai Kibaki (* 15. listopadu 1931) vládl od 30. prosince 2002 do 9. dubna 2013.
- Uhuru Kenyatta (* 26. října 1961) vládl od 9. dubna 2013 do 13. září 2022.
- William Ruto (* 21. prosince 1966) ve funkci od 13. září 2022

## Vlajky keňských prezidentů
Prezidentská vlajka v Keni není stálá, jako ve většině zemí, ale mění se s osobou prezidenta. Každý z dosavadních prezidentů měl svou vlastní, odlišnou vlajku.